# Tyler Miller
Pour les articles homonymes, voir Miller.
Tyler Miller, né le 12 mars 1993 à Woodbury au New Jersey, est un joueur américain de soccer. Il joue au poste de gardien de but à Bolton Wanderers.

## Biographie

### Parcours universitaire
Tyler Miller obtient son diplôme de secondaire au Bishop Eustace Preparatory School de Pennsauken Township (en), au New Jersey en 2011,. Il joue ensuite au soccer au niveau universitaire à l'Université Northwestern, dans l'Illinois, entre 2011 et 2014. Lors de la saison 2011, les Wildcats remporte la finale du Big Ten face aux Nittany Lions de Penn State (victoire 1-2),. Puis les Wildcats participent aux séries éliminatoires du championnat NCAA où ils sont éliminés au premier tour par les Zips d'Akron (défaite 1-3). La saison suivante, les Wildcats participent aux séries éliminatoires du championnat NCAA où ils sont éliminés au troisième tour par les Cardinals de Louisville (défaite 1-2). Lors des saisons 2013 et 2014, les Wildcats sont éliminés au premier tour du championnat NCAA par les Braves de Bradley (défaite 3-2),, puis par les Cougars de SIU Edwardsville (en) (défaite 0-1),. Il dispute 74 rencontres, et délivre deux passes décisives avec les Wildcats de Northwestern.

### Carrière en club

#### Courte expérience en Allemagne
Tyler Miller est repêché par les Sounders de Seattle en trente-troisième position lors de la MLS SuperDraft de 2015,. Il décide finalement de refuser le contrat qu'on lui proposait et de renoncer à rejoindre la MLS pour tenter sa chance en Europe. Il signe en Allemagne pour le club du SVN Zweibrücken (de) qui évolue en Regionalliga le 19 janvier 2015,. Il fait ses débuts en Regionalliga face au SV Waldhof Mannheim le 7 mars (défaite 1-0),. Il dispute dix rencontres de championnat et écope deux cartons rouges contre le KSV Hessen Kassel,, puis contre le VfR Wormatia Worms,.

#### Sounders de Seattle
Finalement, le 9 juillet 2015, il fait son retour aux États-Unis en signant un contrat avec la réserve des Sounders de Seattle qui évolue en USL. Trois jours plus tard, il fait ses débuts avec les Sounders 2 contre Arizona United (victoire 4-0). Le 28 juillet, il se fait opérer du pouce de la main droite. Il signe son premier contrat MLS avec les Sounders de Seattle le 21 décembre. Le 12 mars 2016, il participe à son premier match de Major League Soccer, contre le Real Salt Lake (défaite 2-1),. Pour sa dernière saison, il dispute sa seconde rencontre de MLS face à D.C. United, lors d'une victoire 4-3,, et participe à son premier match des séries éliminatoires face au Dynamo de Houston (victoire 0-2),.

#### Los Angeles FC
Le 12 décembre 2017, il est le premier choix du repêchage d'expansion de 2017 par la nouvelle franchise, le Los Angeles FC,. Il fait ses débuts en MLS contre son ancien club des Sounders de Seattle, c'est la première victoire historique de la nouvelle franchise (1-0),. La franchise est éliminée au premier tour des séries éliminatoires face au Real Salt Lake (défaite 2-3),. La saison suivante, il est l'un des meilleurs gardiens de MLS, mais pendant la Gold Cup, il n'a eu aucun temps de jeu pendant ces six semaines avec la sélection américaine (il est le troisième gardien derrière Zack Steffen et Sean Johnson). À son retour difficile de la Gold Cup, Bob Bradley annonce que Miller sera de nouveau le n°1 devant Pablo Sisniega. Il remporte son premier trophée, la Supporters' Shield avec LAFC. Le LAFC perd la finale de conférence face aux Sounders de Seattle (défaite 1-3),,, à un pas de la finale de la Coupe de la Major League Soccer. Cette rencontre est sa dernière sous le maillot du LAFC. Son contrat n'est pas renouvelé avec la franchise angéline,. Il est l'un des joueurs le plus appréciés des supporters durant ces deux années.

#### Minnesota United
Le 16 janvier 2020, il est envoyé au Minnesota United en échange de 150 000 dollars d'allocation générale en 2020, puis 50 000 dollars d'allocation ciblée en 2021. Il signe un contrat garanti jusqu'à la fin de la saison 2022 puis une année en option,. Il aura le rôle de remplacer Vito Mannone dans les cages cette saison. Le 1er mars, il participe à son premier match avec la franchise basée à Minneapolis-Saint Paul, lors d'une rencontre de Major League Soccer contre les Timbers de Portland (victoire 1-3),. Après deux semaines d'activités dans la MLS, le championnat est suspendu en raison de la pandémie de Covid-19 aux États-Unis. C’est dans ce contexte très particulier que Miller retrouve les terrains quatre mois après, à l’occasion du tournoi nommé MLS is Back,. Les Loons terminent deuxièmes de leur groupe et il participe à six rencontres du tournoi. Lors du huitième de finale face au Crew de Columbus, il est élu homme du match. Puis, ils sont éliminés en demi-finale par Orlando City SC. Le 19 août, la franchise annonce que Miller s'est fait opérer de la hanche et il va manquer la fin de la saison,.
Le 14 novembre 2022, au terme de la saison 2022, Minnesota United annonce que son contrat n'est pas renouvelé.

#### D.C. United
Libre de tout contrat, il s'engage pour deux ans à D.C. United le 23 novembre 2022. Cependant, D.C. United décline son option de contrat à l'issue de la saison 2024.

### Parcours international
En 2015, il dispute le tournoi Maurice-Revello, qui se déroule en Provence-Alpes-Côte d'Azur. Il finit troisième du tournoi avec l'équipe des États-Unis des moins de 20 ans.
Tyler Miller fait un passage au camp d'entraînement de Chula Vista Elite Athlete Training Center du 6 au 23 janvier 2019 où il est appelé avec la sélection nationale afin de préparer les deux matchs amicaux contre le Panama et le Costa Rica,. Finalement il n'est pas sélectionné dans le groupe final pour participer aux deux rencontres amicales. Le 1er juin, il est de nouveau convoqué pour deux matchs amicaux contre la Jamaïque et le Venezuela, mais n'entre pas en jeu. Cinq jours plus tard, il fait partie des 23 appelés par le sélectionneur national Gregg Berhalter pour la Gold Cup 2019. Lors de ce tournoi, il est le troisième gardien derrière Zack Steffen et Sean Johnson, et ne dispute aucune rencontre. Les États-Unis s'inclinent en finale face au Mexique,.

## Palmarès

### En club
Wildcats de Northwestern
- Vainqueur de la Big Ten Conference en 2011

 Sounders de Seattle
- Vainqueur de la Coupe de la Major League Soccer en 2016
- Vainqueur de l'Association de l'Ouest de la MLS en 2016 et 2017
- Finaliste de la Coupe de la Major League Soccer en 2017

 Los Angeles FC
- Vainqueur du Supporters' Shield en 2019

### Distinctions personnelles
- Meilleur gardien du Big Ten Conference en 2014[72]

## Statistiques détaillées

### Statistiques en club
| Saison                | Club                  | Championnat           | Championnat | Championnat | Coupe(s) nationale(s) | Coupe(s) nationale(s) | Compétition(s) continentale(s) | Compétition(s) continentale(s) | Compétition(s) continentale(s) | Séries | Séries | Total | Total |
| Saison                | Club                  | Division              | M.          | B.          | M.                    | B.                    | Comp.                          | M.                             | B.                             | M.     | B.     | M.    | B.    |
| 2014-2015             | SVN Zweibrücken       | Regionalliga          | 10          | 0           | -                     | -                     | -                              | -                              | -                              | -      | -      | 10    | 0     |
| 2015                  | Sounders 2 de Seattle | USL                   | 1           | 0           | -                     | -                     | -                              | -                              | -                              | 0      | 0      | 1     | 0     |
| 2016                  | Sounders 2 de Seattle | USL                   | 12          | 0           | -                     | -                     | -                              | -                              | -                              | -      | -      | 12    | 0     |
| 2017                  | Sounders 2 de Seattle | USL                   | 22          | 0           | -                     | -                     | -                              | -                              | -                              | -      | -      | 22    | 0     |
| Sous-total            | Sous-total            | Sous-total            | 35          | 0           | -                     | -                     | -                              | -                              | -                              | 0      | 0      | 35    | 0     |
| 2016                  | Sounders de Seattle   | MLS                   | 1           | 0           | 3                     | 0                     | LCC                            | 0                              | 0                              | 0      | 0      | 4     | 0     |
| 2017                  | Sounders de Seattle   | MLS                   | 1           | 0           | 2                     | 0                     | -                              | -                              | -                              | 1      | 0      | 4     | 0     |
| Sous-total            | Sous-total            | Sous-total            | 2           | 0           | 5                     | 0                     | -                              | 0                              | 0                              | 1      | 0      | 8     | 0     |
| 2018                  | Los Angeles FC        | MLS                   | 33          | 0           | 4                     | 0                     | -                              | -                              | -                              | 1      | 0      | 38    | 0     |
| 2019                  | Los Angeles FC        | MLS                   | 28          | 0           | 0                     | 0                     | -                              | -                              | -                              | 2      | 0      | 30    | 0     |
| Sous-total            | Sous-total            | Sous-total            | 61          | 0           | 4                     | 0                     | -                              | -                              | -                              | 3      | 0      | 68    | 0     |
| 2020                  | Minnesota United      | MLS                   | 5           | 0           | -                     | -                     | -                              | -                              | -                              | 3      | 0      | 8     | 0     |
| 2021                  | Minnesota United      | MLS                   | 30          | 0           | -                     | -                     | -                              | -                              | -                              | 0      | 0      | 30    | 0     |
| 2022                  | Minnesota United      | MLS                   | 3           | 0           | 2                     | 0                     | -                              | -                              | -                              | 0      | 0      | 5     | 0     |
| Sous-total            | Sous-total            | Sous-total            | 38          | 0           | 2                     | 0                     | -                              | -                              | -                              | 3      | 0      | 43    | 0     |
| 2023                  | D.C. United           | MLS                   | 25          | 0           | -                     | -                     | LC                             | 0                              | 0                              | -      | -      | 25    | 0     |
| 2024                  | D.C. United           | MLS                   | 5           | 0           | -                     | -                     | LC                             | -                              | -                              | -      | -      | 5     | 0     |
| Sous-total            | Sous-total            | Sous-total            | 30          | 0           | -                     | -                     | -                              | 0                              | 0                              | -      | -      | 30    | 0     |
| 2024-2025             | Notts County          | League Two            | 0           | 0           | -                     | -                     | -                              | -                              | -                              | 0      | 0      | 0     | 0     |
| 2025-2026             | Bolton Wanderers      | League One            | 0           | 0           | 1                     | 0                     | -                              | -                              | -                              | -      | -      | 1     | 0     |
| Total sur la carrière | Total sur la carrière | Total sur la carrière | 176         | 0           | 12                    | 0                     | -                              | 0                              | 0                              | 7      | 0      | 195   | 0     |